# (3129) Bonestell
(3129) Bonestell (1979 MK2) – planetoida z grupy pasa głównego asteroid okrążająca Słońce w ciągu 4,43 lat w średniej odległości 2,69 au. Odkryta 25 czerwca 1979 roku.